# Hakari
Hakari, također Akari i Akera (armenski: Հակարի, azerski: Həkəri, Əkərə, ruski: Хакари, Акари, Акера) je rijeka većim dijelom u Azerbajdžanu, a koja jednim dijelom, južno od Lačina, čini granicu s Armenijom. Duga je 170 kilometara. Površina porječja iznosi 2.570 km2. Izvor rijeke se nalazi u Karabaškom visočju. Hakari je lijeva pritoka rijeke Arasa. Hakari ima nekoliko pritoka, od kojih je najznačajnijih Vorotan.